# Attentato di Gerusalemme del 2016
Il 9 ottobre 2016 a Gerusalemme, Musbah Abu Sbaih, un militante di Hamas, sparò a 8 persone da un'auto vicino alla fermata della tranvia di Gerusalemme di Ammunition Hill, uccidendone 2 e ferendone 6. La polizia lo inseguì, Shaih fuggì nel quartiere prevalentemente arabo di Sheikh Jarrah, dove fu colpito e ucciso mentre sparava alla polizia che lo inseguiva, ferendo 2 agenti di polizia.
L'attentato avvenne in un momento in cui gli attacchi terroristici erano diminuiti e le vittime erano rare poiché i pochi attacchi recenti erano stati pianificati da "lupi solitari" non addestrati, che pianificavano male e non erano pesantemente armati di armi o esplosivi.
L'attentatore, membro di Hamas e residente del quartiere di Silwan a Gerusalemme est, aveva una lunga fedina penale con Yossi Melman che osservò che Sbaih aveva un "record di coinvolgimento in provocazioni riguardanti il Monte del Tempio, incitamento, attriti con le forze di sicurezza e aveva scontato un anno di prigione".
Secondo una dichiarazione di Hamas a seguito dell'attentato, Abu Sbaih avrebbe dovuto scontare una condanna a 4 mesi di "detenzione amministrativa" (per aver aggredito un ufficiale di polizia nel 2013), ma, "invece di consegnarsi, ha scelto la via migliore dei santi guerrieri, per compiere un eroico attacco." Hamas rivendicò il merito delle uccisioni.
Il ministro della pubblica sicurezza Gilad Erdan accusò gli attacchi del fatto che "l'incitamento è abbondante e spinge le persone a commettere attacchi terroristici". Affermò che Facebook e altre società di social media fossero "direttamente responsabili di ciò che sta accadendo". Chiamando "Scandaloso che Facebook abbia riaperto le pagine di Hamas la scorsa settimana sulla scia delle pressioni della strada palestinese".
La polizia israeliana chiuse la pasticceria della famiglia del killer l'11 ottobre, descrivendo il negozio come un "centro di incitamento", dove vennero girati video che "incoraggiano il terrorismo". La famiglia dell'assassino aveva festeggiato l'evento distribuendo caramelle a passanti e visitatori dopo la sparatoria.